# 林德布拉德灣
林德布拉德灣（英語：Lindblad Cove），是南極洲的海灣，位於葛拉漢地，處於阿爾蒙德角和奧斯特角之間的夏科灣東部，由英國南極名稱諮詢委員會命名，現時由南極條約體系管理。